# Elkington (Lincolnshire)
Elkington est une paroisse civile du Lincolnshire, en Angleterre.